# Victor Tausk

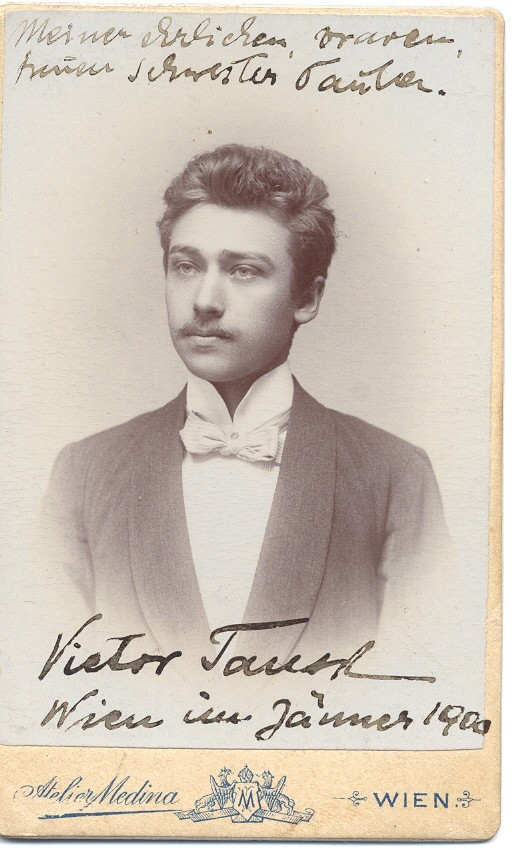
Victor Tausk

Victor Tausk (ook wel Viktor) (Žilina, 12 maart 1879 - Wenen, 3 juli 1919) was een Oostenrijks-Hongaars psychoanalyticus en neuroloog. Hij was een leerling van Sigmund Freud en was een van de eerste die diens psychoanalytische methode in de praktijk bracht. In 1900 trouwde hij met de latere politica en vrouwenrechtenvoorvechtster Martha Tausk met wie hij twee zonen kreeg, waaronder Marius Tausk, de latere directeur van Organon. Het huwelijk hield niet lang stand: in 1905 gingen ze uiteen en in 1908 scheidden ze officieel.
Victor Tausk had in 1897 een rechtenstudie begonnen en had die in 1902 afgerond. Nadat hij bij zijn vrouw weggegaan was vertrok hij naar Berlijn, waar hij werkte als journalist en in 1907 een affaire had met Lea Rosen, een danseres, en met een arts genaamd Lea Zimmerman. Tausk verbrak beide relaties en liet de dames in een diepe crisis achter. Toen hij in oktober 1908 terugkwam naar Wenen, scheidde hij officieel van Martha en schreef zich in als student geneeskunde. Hij sloot zich in zijn studententijd aan bij de Wiener Psychoanalytische Vereinigung en schreef al meteen veel wetenschappelijke verhandelingen.
Tijdens de Eerste Wereldoorlog diende hij als arts in het Oostenrijks-Hongaarse leger. Op grond van die ervaring schreef hij over psychosen die het gevolg zouden kunnen zijn van oorlogstrauma's. Hij publiceerde invloedrijke studies over wanen van psychotische patiënten. Hij schreef ook over masturbatie en over de psychologie van deserteurs.
Tausk raakte steeds verder verwijderd van Freud en diens denkbeelden. In voorjaar 1919 verloofde hij zich met een patiënte van hem: de concertpianiste Hilde Loewi. Toen hij constateerde dat ook deze relatie niet bestendig zou worden, pleegde hij in juli van dat jaar een opmerkelijke zelfmoord, met een kogel en door zich tegelijkertijd te verhangen.
- Bibsys: 90572889
- Bibliothèque nationale de France: cb12641452w (data)
- Catàleg d'autoritats de noms i títols de Catalunya: 981058596059006706
- Gemeinsame Normdatei: 119045036
- International Standard Name Identifier: 0000 0000 2725 5450
- Library of Congress Control Number: n82093878
- Nationale Bibliotheek van Letland: 000311524
- Bibliotheek van het Japanse parlement: 00621546
- Nationale Bibliotheek van Tsjechië: xx0328788
- Nationale Bibliotheek van Israël: 987007280086105171
- Nationale en Universitaire bibliotheek Zagreb: 000524673
- Nederlandse Thesaurus van Auteursnamen: 070677913
- SNAC: w6ht5b7x
- Système universitaire de documentation: 052459861
- Virtual International Authority File: 56731436
- WorldCat: E39PBJvd3hHMwPDPqjXR87Vpyd